# تتی (ساردینیا)
تتی (به ایتالیایی: Teti) یک کومونه در ایتالیا است که در استان نیورو واقع شده‌است.

## خصوصیات
تتی ۴۳٫۹ کیلومترمربع مساحت و ۷۸۴ نفر جمعیت دارد و ۷۱۴ متر بالاتر از سطح دریا واقع شده‌است.